# Konganapuram
Konganapuram là một thị xã panchayat của quận Salem thuộc bang Tamil Nadu, Ấn Độ.

## Địa lý
Konganapuram có vị trí 11°35′B 77°55′Đ / 11,58°B 77,92°Đ Nó có độ cao trung bình là 305 mét (1000 feet).

## Nhân khẩu
Theo điều tra dân số năm 2001 của Ấn Độ, Konganapuram có dân số 8086 người. Phái nam chiếm 53% tổng số dân và phái nữ chiếm 47%. Konganapuram có tỷ lệ 61% biết đọc biết viết, cao hơn tỷ lệ trung bình toàn quốc là 59,5%: tỷ lệ cho phái nam là 71%, và tỷ lệ cho phái nữ là 49%. Tại Konganapuram, 10% dân số nhỏ hơn 6 tuổi.